# Undekanska kiselina
Undekanska kiselina (undekanoinska kiselina) je karboksilna kiselina koja se javlja u prirodi. Njena hemijska formula je 3[[kiseonik|.